# Julio César Simonato Cordeiro
Julio César Simonato Cordeiro, meglio conosciuto come Alemão (San Paolo, 25 giugno 1976), è un giocatore di calcio a 5 brasiliano naturalizzato spagnolo, campione europeo con la Nazionale spagnola nel 2012.

## Palmarès

### Club

#### Competizioni nazionali
- Campionato spagnolo: 1
CLM Talavera: 1996-97
- Coppa di Spagna: 1
Santiago: 2005-06
- Campionato russo: 1
Dina Mosca: 2013-14
- Coppa della Divisione: 1
Real Rieti: 2018-19

#### Competizioni internazionali
- Coppa UEFA: 2
Castellón: 2001-02, 2002-03

### Nazionale
- Campionato d'Europa: 1
Spagna: 2012